# نيقولاي باوس
نيقولاي باوس (بالنرويجية البوكمول: Nikolai Paus)‏ هو مهندس وشخصية أعمال نرويجي، ولد في 21 أكتوبر 1944 في ترومسو في النرويج.